# RAT Craiova
RAT SRL Craiova (fostă Regia Autonomă de Transport Craiova) este o companie subordonată Primăriei Craiova, care prestează servicii către populație. Principalul domeniu de activitate este transportul public de persoane, dar compania mai oferă și servicii de Inspecție Tehnică Periodică (ITP Auto) și Ridicări și Tractări Auto.

### Istoric
În 1942, ca urmare a extinderilor teritoriale ale României din timpul celui de-al Doilea Război Mondial, au fost aduse, în vederea înființării transportului public electric, 13 tramvaie și 7 troleibuze, capturate din orașul Odesa. Pe lângă acestea, au fost aduse la Craiova și cale de rulare, stâlpi de fontă și bucăți de rețea electrică din același oraș. Rețeaua de tramvai nu s-a mai concretizat, în timp ce rețeaua de troleibuz a fost inaugurată la 9 mai 1943, 2 trasee fiind în funcțiune la momentul închiderii. Cu această ocazie, a fost construit și un depou, situat pe Calea București, în locul în care avea să fie construit, după 1967, Hotel Jiul (actual Ramada). În contextul întoarcerii armelor împotriva trupelor germane, ca urmare a încheierii, la 12 septembrie 1944, a „Convenției de Armistițiu” cu Uniunea Sovietică, rețeaua de troleibuz, operată de Uzinele Comunale Craiova, a fost închisă, toate materialele capturate de la Odesa fiind returnate sovieticilor între 1944-1945.
Transportul în comun cu autobuze în Craiova a luat ființă în septembrie 1948, cu un parc de 2 autobuze primite de la București, și era inclus în cadrul Înterprinderii de Gospodărire Comunală a orașului Craiova. Autobuzele circulau pe un singur traseu, care făcea legatura între Gara Craiova și Parcul Nicolae Romanescu, zonele orașului cele mai importante la vremea respectivă. Până în luna noiembrie a aceluiași an, parcul auto a crescut la 10 autobuze, care erau distribuite pe 2 trasee.
În anul 1967, sub denumirea de Înterprinderea de Transport Craiova (ITC), se construiește o autobază cu o capacitate de 200 de autobuze, pe Calea Severinului nr. 23, loc în care se află și actualul sediu al RAT. Aceasta este dotată cu hale de reparații și garare, vopsitorie, vulcanizare, spălătorie, stație de alimentare cu combustibil, stație ITP.
Pentru a prelua o parte din mijloacele de transport operate de Întreprinderea Județeană de Transport Local Craiova (IJTL), care era în continuă extindere, în anul 1978 s-a construit cea de-a doua autobază, situată în cartierul 1 Mai, pe str. Dimitrie Gerota. La rândul ei, autobaza avea o capacitate de 200 de autobuze și era dotată cu spălătorie și hală de reparații. Activitatea acesteia a fost restrânsă începând cu anul 2011, când pe jumătate din terenul acesteia a fost relocat Târgul Municipal Zilnic. Autobaza a fost închisă în 2013, vehiculele rămase au fost mutate în autobaza de pe Calea Severinului, iar pe spațiul rămas vacant a fost extins târgul. La finalul anului 2023, activitatea târgului a fost relocată, în vederea renovării și redeschiderii autobazei, pentru a acomoda 22 de autobuze electrice, achiziționate prin PNRR.
La 24 septembrie 1987, a fost inagurată rețeaua de tramvai din Craiova, care lega platforma industrială din sud-estul orașului (compusă din Fabrica „Oltcit”, Uzina „Electroputere”, Întreprinderea de Utilaj greu etc.) de platforma industrială din nord-vest, care cuprindea Combinatul Chimic „Doljchim”, Termocentrala Ișalnița, Întreprinderea de sere etc.), cu scopul de a deservi o bună parte din muncitori. Cu această ocazie, au fost achiziționate un număr de 49 de tramvaie (compuse din vagon motor + remorcă) marca Timiș 2.

### Trasee
În prezent, RAT Craiova operează un număr de 20 de trasee urbane (dintre care 18 trasee obișnuite și 2 trasee expres), 10 trasee metropolitane (către diverse comune din județul Dolj), respectiv două trasee de tramvai. 

### Parc Auto
Parcul auto al RAT Craiova a fost variat de-a lungul timpului, având vehicule de la producători precum Ikarus, Ikarbus Zemun, ROCAR, în perioada comunismului, și continuând, după 1990, cu producători precum MAN, Temsa, Mercedes-Benz, BMC, Breda Menarini etc.
În prezent, parcul auto este alcătuit din 155 de autobuze, dintre care 46 electrice, de la producători precum Mercedes-Benz, MAN, Solaris, BMC, ZTE, Karsan, etc.
De asemenea, în dotarea RAT Craiova mai există 17 tramvaie PESA Twist 145N, introduse în circulație în anul 2023.